# Police Story 3
Police Story 3 (Originaltitel: chinesisch 警察故事III 超級警察 / 警察故事III 超级警察, Pinyin Jǐngchá Gùshì Sān Chāojí Jǐngchá, Jyutping Ging2caat3 Gu3si6 Saam1 Ciu1kap1 Ging2caat3, alternativer Titel: Police Story 3 – Supercop oder nur Supercop) ist ein 1992 in Hongkong und Kuala Lumpur gedrehter Action, komödie und Martial-Arts-Film mit Jackie Chan und Michelle Yeoh. Es ist nach Police Story und Police Story 2 der dritte Teil der gleichnamigen Reihe.

## Handlung
Der „Supercop“ Chan und seine Kollegin, Inspector Yang, versuchen als angebliches Gangsterpärchen an den großen Drogenboss Chaibat heranzukommen, um ihm das Handwerk zu legen. Der erste Teil des Planes gelingt, als sie durch eine Befreiungsaktion aus dem Gefängnis das Vertrauen des Bruders von Chaibat gewinnen können. Und auch die Behörden waren nicht untätig und haben zwischenzeitlich die Frau des Drogenbosses verhaftet.
Doch dann trifft das Polizistenpaar bei weiteren Ermittlungen in Kuala Lumpur zufällig auf Chans Freundin May, die ihn nicht hier vermutet hätte. Dadurch fliegt die Deckung auf und die Gangster entführen May, um die Freilassung der Frau des Drogenbosses zu erpressen. Es kommt zu einer rasanten Verfolgungsjagd, an deren Ende die Polizisten triumphieren können.

## Kritik
„Auch diesmal erweist sich Jackie Chan wieder als Garant für spektakuläre und humorvolle Actionszenen – wobei die Stunts alles bisher Dagewesene übertreffen. Beim Finale auf einer Dampflok dürften selbst die härtesten Stuntexperten Hollywoods vor Neid erblassen.“

„Spektakuläre Jackie-Action mit wilden Stunts und Jackie-Humor. Plus: „Tiger & Dragon“-Star Michelle Yeoh ist einfach umwerfend!“

## Fassungen
Nach dem Erfolg von Rumble in the Bronx in den USA kam der Film erneut in die Kinos, allerdings mit neuer Synchronisation, neuem Soundtrack und um 5 Szenen gekürzt.

## Trivia
- Höhepunkte des Films sind ein Kampf im Dschungel, Jackie Chans Hubschrauberstunt und der Endkampf auf dem fahrenden Zug.
- Jackie Chan hat sich bei den Dreharbeiten den Kiefer ausgerenkt. Beim Sprung an die an einem Hubschrauber hängende Strickleiter war keine Sicherung möglich, ein Verfehlen wäre tödlich gewesen. Michelle Yeohs gefährlichster selbst ausgeführter Stunt war der Sprung mit dem Motorrad auf den fahrenden Zug, bei den Proben brach sich der sie vertretende Stuntman ein Bein.
- In der deutschen Fassung heißt die Hauptrolle Jackie Chan (bzw. Kevin Chan in seinen Vorgängern).
- Jackie gibt im Film den 7. April 1958 als seinen Geburtstag an. In Wirklichkeit ist er auch am selben Tag, nur 4 Jahre zuvor, geboren worden.
- Weitere Angaben zur Person der Hauptfigur wie z. B. seine Körpermaße, Kampfsporterfahrung etc. stimmen auch mit den echten von Jackie Chan überein.
- Vor allem zu Beginn des Films werden die Unterschiede der Volksrepublik China zu der, damals noch unter britischer Besetzung stehenden, Kronkolonie und Metropole Hongkong thematisiert. Dabei entsteht ungewollt der Eindruck der Klassenunterschiede. Hongkong wirkt wie eine moderne Stadt, während der Rest der Volksrepublik den Anschein einer zurückgebliebenen Gesellschaft erweckt. In Wirklichkeit sind vor allem die Städte Peking und Shanghai blühende Wirtschaftsstädte, was auch schon damals der Fall war.
- Das Aussehen und der Kampfstil von Darstellerin Michelle Yeoh hatten großen Einfluss auf die Gestaltung des Charakters Ling Xiaoyu der Tekken-Videospielserie.
- Wegen des großen Erfolgs von Rumble in the Bronx in den USA, lief dieser Film ein halbes Jahr nach Rumble in the Bronx in den US-Kinos, produziert wurde er jedoch schon 4 Jahre zuvor.
- Dieser Film und Jackie Chans Erstschlag – auch bekannt als Police Story 4: First Strike – sind nur indirekte Fortsetzungen der ersten beiden „Police Story“-Filme. Lediglich die Hauptfigur und einer seiner Vorgesetzten kommen in allen Filmen vor. Es wird auch kein Bezug auf die ersten beiden Teile genommen. New Police Story aus dem Jahre 2004 ist ein gänzlich eigenständiger Film.
- Der Rapper Warren G produziert eine Cover-Version des Tina Turner Hits What’s Love Got To Do With It, der in der US-Version des Films auf der Soundtrack-CD zu hören ist.

## Auszeichnungen
- Hong Kong Film Awards 1993: Nominierung „Beste Action-Choreographie“ (Stanley Tong), „Bester Schauspieler“ (Jackie Chan).